# De Dion-Bouton Type IT
Der De Dion-Bouton Type IT ist ein Pkw-Modell aus der Zeit zwischen den beiden Weltkriegen. Hersteller war De Dion-Bouton aus Frankreich.

## Beschreibung
Das Modell erhielt am 12. September 1922 seine Zulassung von der nationalen Behörde. Vorgänger waren Type ID und Type IE.
Der Vierzylindermotor hat 70 mm Bohrung, 120 mm Hub und 1847 cm³ Hubraum. Er war damals in Frankreich mit 10 Cheval fiscal (Steuer-PS) eingestuft. Mit der SV-Ventilsteuerung leistet der Motor 24 BHP, also etwa 24 PS. Ab Modelljahr 1927 beträgt der Wert 26 bhp. Wie so viele Fahrzeuge aus dieser Zeit hat es ein festes Fahrgestell, Frontmotor, Kardanantrieb und Hinterradantrieb. Das Getriebe hat vier Gänge. Gebremst werden alle vier Räder.
In den ersten beiden Jahren war der Radstand 2970 mm und die Spurweite mit 1300 mm angegeben. Danach betrug der Radstand 2975 mm. Die Höchstgeschwindigkeit ist mit etwa 70 km/h angegeben.
Bekannt sind Aufbauten als Tourenwagen, Limousine, Landaulet und Roadster mit Notsitz.
Das Modell wurde von 1923 bis 1925 für den französischen Markt und von 1923 bis 1927 für den britischen Markt produziert. 1929 wurde es erneut in Frankreich angeboten. Nachfolger wurde der Type LA.
Type IS ohne Vorderradbremsen, Type IV mit OHV-Ventilsteuerung ohne Vorderradbremsen sowie Type IW mit OHV-Ventilsteuerung sind ähnlich, erhielten aber eigene Typencodes.